# نهر السون (فرنسا)
نهر السون أو الساؤون (بالفرنسية: la Saône 
تنطق بالفرنسية: [la son]
)، (باللاتينية: Arar)، هو نهر شرق فرنسا. إنه أحد روافد نهر الرون اليمنى، حيث يرتفع في فيومينيل في مقاطعة فوج وينضم إلى نهر الرون في ليون، جنوب جزيرة بريسكويل.

## معرض صور

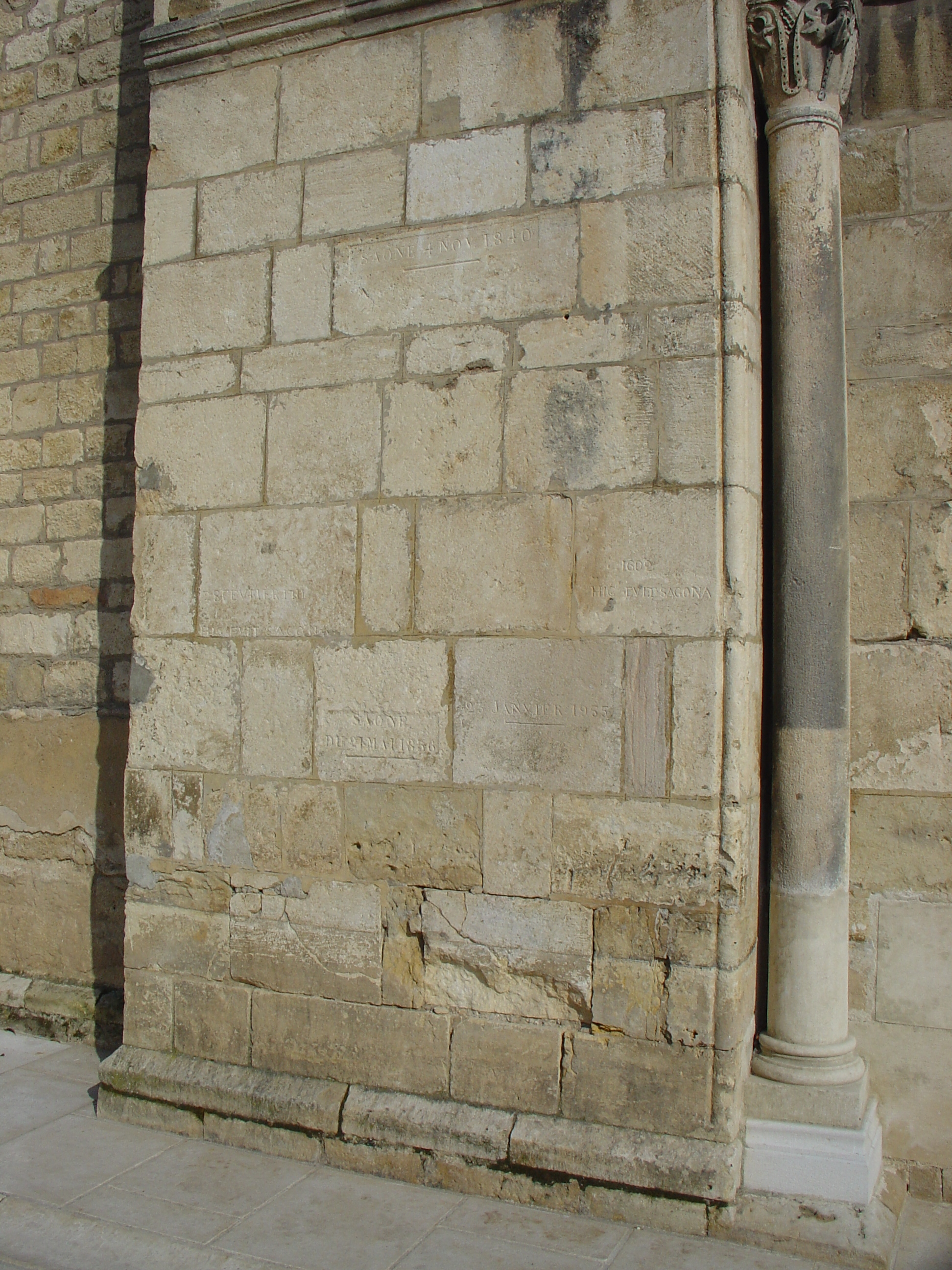
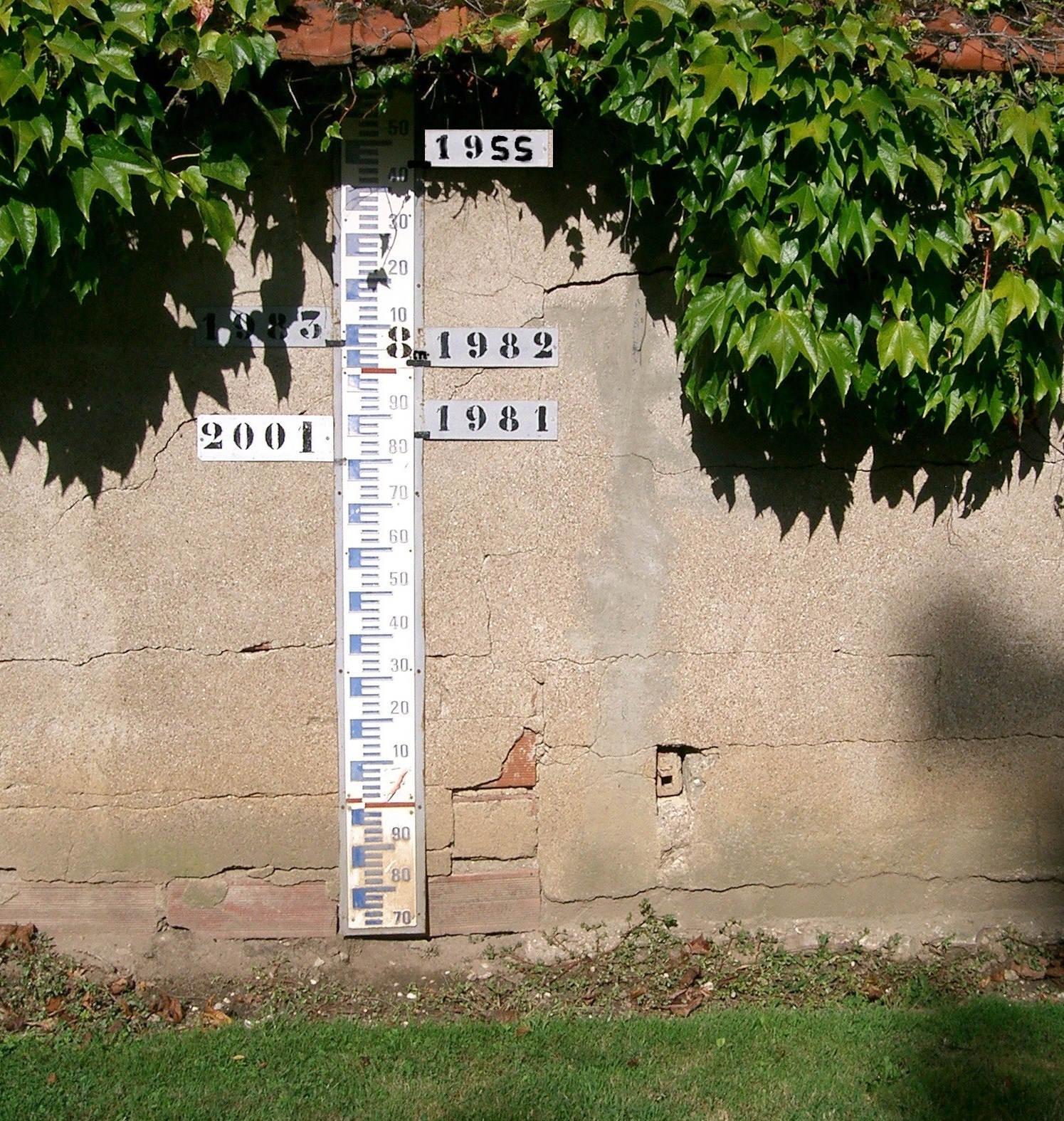
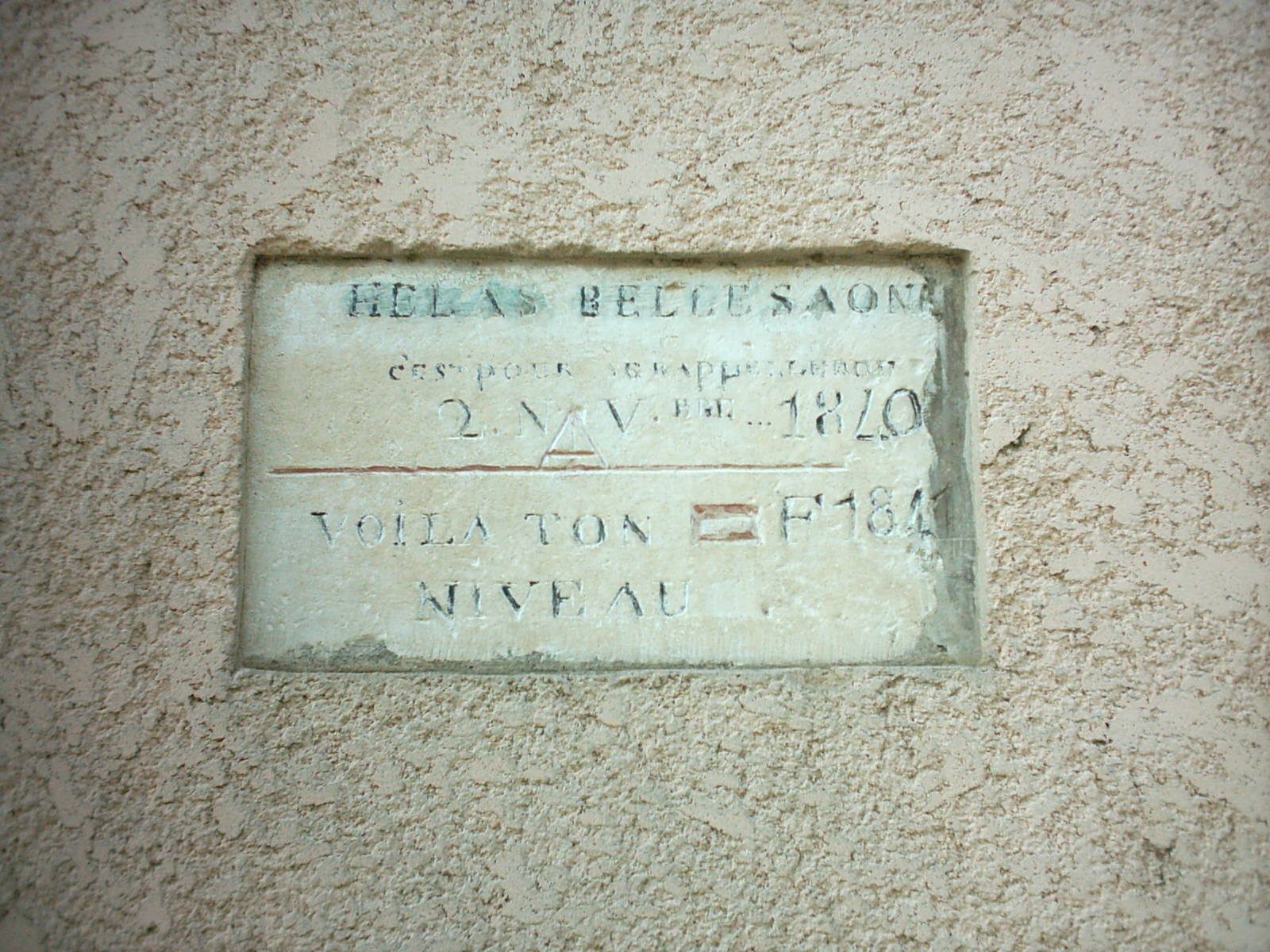